# 硫螺旋菌属
硫螺旋菌属（Thiospirillum），是光合细菌下的着色杆菌科的一种革兰氏阴性菌。细胞呈弯曲的杆形或螺旋形（S形）。
该属的模式种也是惟一种为耶拿硫螺旋菌（Thiospirillum jenense）。